# .gp
.gp este un domeniu de internet de nivel superior, pentru Guadelupa (ccTLD).